# BZ Crucis

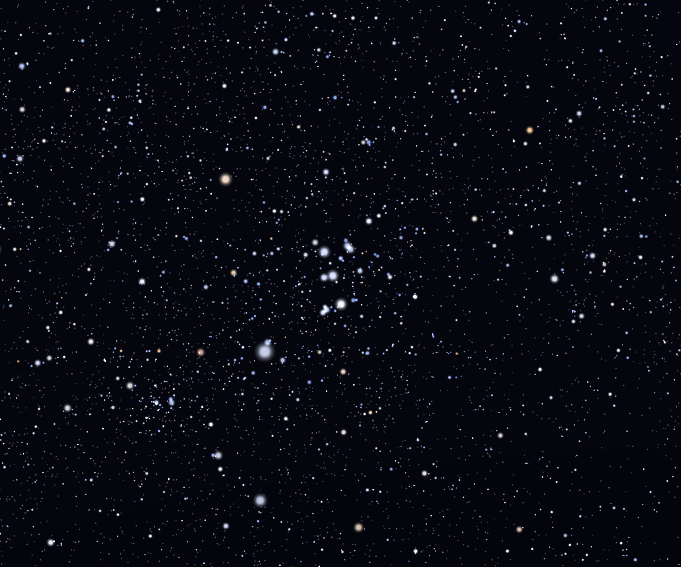
BZ Crucis är den ljusa stjärnan mellan de öppna hoparna NGC 4609 och Hogg 15

BZ Crucis eller HD 110432, är en ensam stjärna belägen i södra delen av stjärnbilden Södra korset bakom mitten av den mörka nebulosan Kolsäcken. Den har en högsta skenbar magnitud av ca 5,24 och är svagt synlig för blotta ögat där ljusföroreningar ej förekommer. Baserat på parallax enligt Gaia Data Release 2 på ca 2,38 mas beräknas den befinna sig på ett avstånd av ca 1 200 ljusår (ca 420 parsec) från solen. Den rör sig bort från solen med en heliocentrisk radialhastighet av ca 35 km/s. Stjärnan är inte känd för att ingå i något binärt system, även om den förmodligen ingår i den öppna klustret NGC 4609. Avståndet på 388 parsec, publicerat i 2007 års nya Hipparcosreduktion är över dubbelt så långt som till Kolsäcksnebulosan. Avståndet från Gaia Data Release 2 är ännu längre på 420 parsec.

## Egenskaper

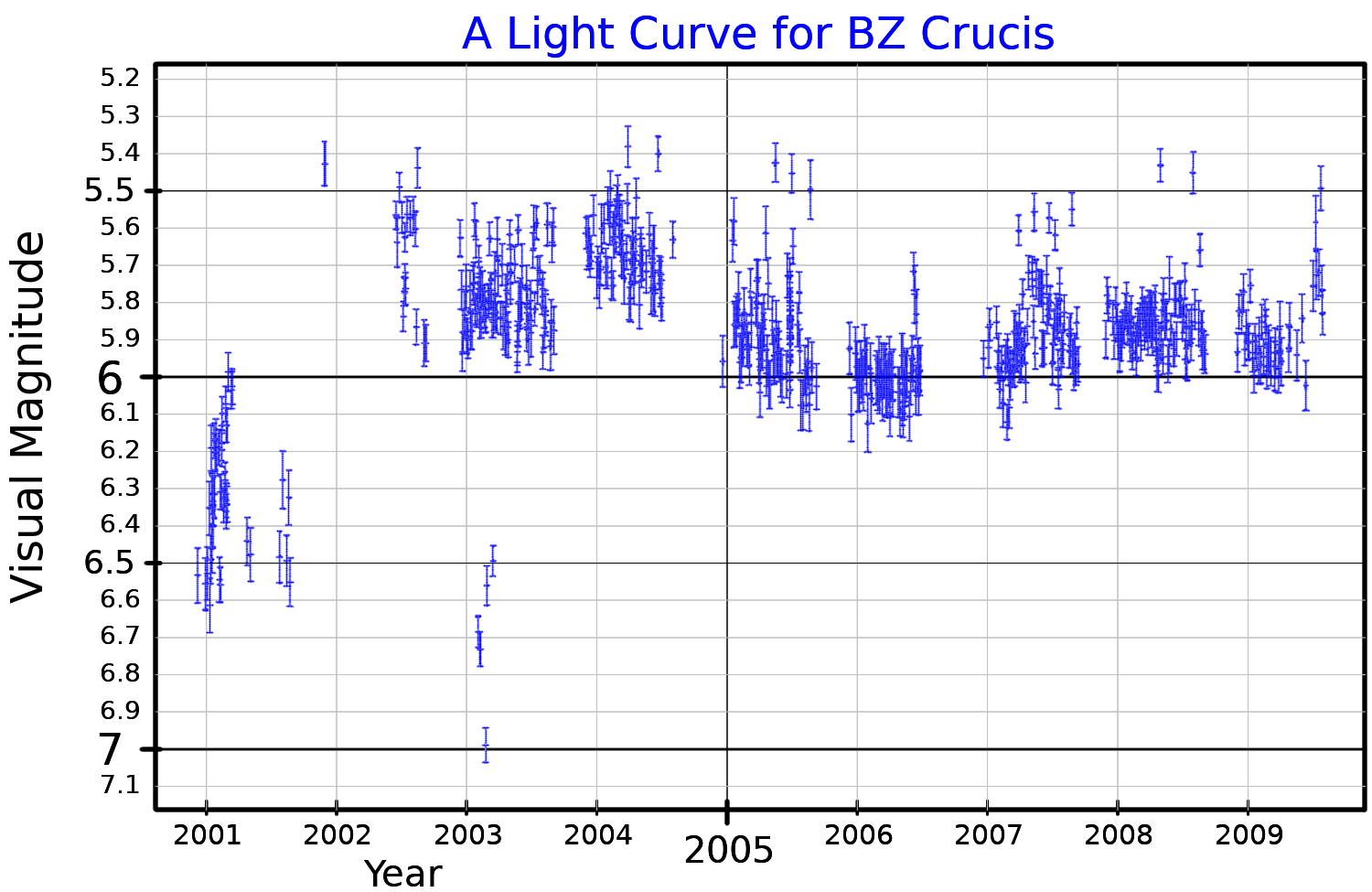
Ljuskurva i visuella bandet för BZ Crucis, anpassad efter Sarty et al. (2011).

BZ Crucis är en blå underjättestjärna av spektralklass B1 IVe där suffix e anger att den har emissionslinjer i dess spektrum. Den har en massa av ca 10 solmassor, en radie av ca 6,5 solradier och utsänder energi från dess fotosfär motsvarande ca 1 150 gånger solen vid en effektiv temperatur av 22 500-25 000 K. Stjärnan är en Gamma Cassiopeiae-variabel, vilket betyder att det är en skalstjärna med en omgivande gasskiva vid ekvatorn. Den är måttligt lysande i röntgenbandet, med en variabel energiemission på1032–33 erg/s i intervallet 0,2–12 keV. Röntgenstrålningen kan orsakas av magnetisk aktivitet, eller möjligen av ansamling på en vit dvärg som följeslagare.